# Basilica di San Domenico (Barletta)
La basilica di San Domenico  è una chiesa situata nel centro storico del comune italiano di Barletta in provincia di Barletta-Andria-Trani in Puglia.

## Storia
Nel 1238 si stabilirono a Barletta i padri domenicani pugliesi, i quali costruirono il primo convento domenicano fuori le mura delle città nella zona nei pressi dell'attuale viale Giannone.  Durante il sacco del 1528, la chiesa e l'attiguo edificio convenutuale furono rasi al suolo. Intorno alla metà del XVI secolo l'antica chiesa dei Templari di Santa Maria Maddalena, venne rilevata e ristrutturata dai domenicani e fu iniziata l'edificazione del convento, questa volta all'interno delle mura urbiche. 
La chiesa fu ampliata nei primi anni del XVIII secolo e fu dotata di un nuovo altare maggiore, fatto erigere da Luigi della Marra.

## Caratteristiche
Lungo uno dei più antichi tracciati storici che collegano la città di Barletta con il Comune di Canosa di Puglia, Corso Garibaldi, è ubicata la chiesa di San Domenico e l'annesso Collegio.
La facciata della chiesa presenta un unico ingresso, con portale barocco incastonato da due grandi lesene e seguite lateralmente da due nicchie. Il convento della basilica di San Domenico ha svolto un ruolo importante per la città di Barletta. Oltre agli aiuti ai bisognosi, hanno ospitato la Pinacoteca De Nittis, prima di essere trasferita prima al castello di Barletta e infine definitivamente al palazzo della Marra.
Nella metà del Novecento furono eseguiti sostanziali lavori di restauro, durante i quali vennero alla luce quattro affreschi che furono restaurati: due raffigurano la predica di s. Vincenzo e la Pietà, opere attribuite rispettivamente a Corrado Giaquinto e Pietro Novelli; gli altri due, la Madonna del Rosario e San Giacinto.